# The Precious Parcel (film 1916 Louis)
The Precious Parcel è un cortometraggio muto del 1916 diretto da Will Louis.

## Produzione
Il film fu prodotto dalla Vim Comedy Film Company. Venne girato a Jacksonville, in Florida.

## Distribuzione
Distribuito dalla General Film Company, il film - un cortometraggio in una bobina - uscì nelle sale cinematografiche USA il 19 ottobre 1916.